# Yngvar Nielsen

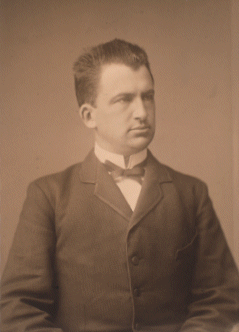
Yngvar Nielsen (um 1883)

Yngvar Nielsen (* 29. Juli 1843 in Arendal; † 2. März 1916 in Christiania) war ein norwegischer Historiker, Ethnograph, Geograph und Politiker.

## Leben
Nielsen arbeitete von 1869 bis 1878 am Reichsarchiv und der Deichmansken Bibliothek in Christiania. 1877 wurde er Kurator des Ethnographischen Museums der Universität und blieb bis zu seinem Tod in dieser Verantwortung. 1880 wurde er zum Dr. phil. promoviert und 1890 auf eine für ihn errichtete Professur für Geographie und Ethnographie an der Universität Oslo berufen. 1903 wurde die Professur in eine Professur für Ethographie umgewandelt, die Nielsen bis zu seinem Tod innehatte.
Nielsen schrieb Reisebücher über Norwegen und Skandinavien, die teilweise auch auf Deutsch erschienen (zum Beispiel: Norwegen: ein praktisches Handbuch für Reisende. Hamburg 1875). Sein Hauptinteresse aber galt der Geschichte. Er gehörte zum Kreis um die Historisk Tidsskrift und hob gemeinsam mit Michael Birkeland, Torkel Halvorsen Aschehoug und Ludvig Ludvigsen Daae die positiven Seiten der dänisch-norwegischen Union hervor. Von 1903 bis 1912 war er als Vorsitzender der Norske Historiske Forening auch Redakteur der Zeitschrift. Als Vertreter des Skandinavismus setzte er sich für eine Festigung der Union mit Schweden ein und war Berater des schwedisch-norwegischen Königs Oscar II.
Im Verfassungskampf der 1880er Jahre setzte sich Nielsen für die Høyre ein, in deren Parteivorstand er bis 1898 saß und für die er mehrfach erfolglos für das Storting kandidierte.
Nielsen war ab 1875 Mitglied der Norwegischen Akademie der Wissenschaften und ab 1897 der
Kongelige Norske Videnskabers Selskab. Auch der Königlichen Gesellschaft der Wissenschaften in Uppsala gehörte er an. 1894 wurde er als Ritter 1. Klasse in den St. Olavs Orden aufgenommen und wurde 1911 Kommandeur. Daneben war er Träger verschiedener ausländischer Orden, darunter des schwedischen Nordstern-Orden. Der Nielsen-Gletscher in der Antarktis trägt seinen Namen.

## Werke (Auswahl)
- 1910: En Christianiensers Erindringer
- 1912: Under Oscar IIs Regjering
- 1913: Fra Johan Sverdrups Dage
- 1915: Da Unionen skulde briste